# Зарнадзееби
Зарнадзееби (груз. ზარნაძეები) — село в Грузии, на территории Тержольского муниципалитета края (мхаре) Имеретия.

## География
Село находится в западной части Грузии, на правом берегу реки Чхары, на расстоянии приблизительно 6 километров (по прямой) к северо-северо-востоку от города Тержола, административного центра муниципалитета. Абсолютная высота — 298 метров над уровнем моря.

## Население
По результатам официальной переписи населения 2014 года, в Зарнадзееби проживало 336 человек (172 мужчины и 164 женщины). В национальной структуре населения грузины составляли 99,7 %, украинцы — 0,3 %.
| Год  | Население, человек |
| ---- | ------------------ |
| 2002 | 673                |
| 2014 | ↘ 336              |